# Artzooka!
Artzooka! ist eine Fernsehsendung für Kinder zwischen sechs und neun Jahren zum Thema Basteln. Die Sendung ähnelt vom Konzept her der Sendung Art Attack. Die Zuschauer sollen hierbei lernen, Gegenstände auf unterschiedliche Weisen zu betrachten, und es sollen die ersten Kenntnisse z. B. für Perspektiven vermittelt werden.

## Deutschland
Für Deutschland wurden 26 Folgen produziert, die von MotionWorks in Kooperation mit dem kanadischen Unternehmen CCI Entertainment entstanden.
Moderiert wurde die Sendung von Nils Bomhoff. Außerdem führte die Animationsfigur Paper Bag Girl durch die Sendung.

## Kanada
Für den kanadischen Markt wurden inzwischen 357 Folgen in 7 Staffeln produziert, die von Jeremie Saunders moderiert werden. Im Gegensatz zur deutschen Version wird das kanadische Artzooka! weiterhin produziert.

## Weltweit
Neben der deutschsprachigen Ausgabe existieren landeseigene Versionen für u. a. Frankreich und Lateinamerika mit eigenen Moderatoren. Die Sendung wird jedoch weder in Frankreich noch in Lateinamerika von Nickelodeon ausgestrahlt.
In den Niederlanden wird hingegen die kanadische Version gezeigt.

## Weltweite Ausstrahlung
| Land                   | Sender                 |
| ---------------------- | ---------------------- |
| Kanada                 | CBC Television         |
| Vereinigtes Königreich | CBeebies Pop Tiny Pop  |
| Vereinigte Staaten     | Qubo Mundo Fox Cozi TV |
| Polen                  | TV4 MiniMini+          |
| Lateinamerika          | Discovery Kids         |
| Frankreich             | France 5               |
| Deutschland            | Nickelodeon            |
| Niederlande            | Nickelodeon            |
| Philippinen            | Nickelodeon            |
| Asien                  | Nickelodeon            |
| Südkorea               | TalkTalk Plus TV       |
| Ungarn                 | Da Vinci Learning      |
| Tschechien             | ČT :D                  |